# Revens
Revens là một xã ở tỉnh Gard. Xã này có diện tích 13,85 kilômét vuông, dân số năm 1999 là 24 người. Khu vực này có độ cao trung bình 796 mét trên mực nước biển.